# Ana María Pastor Julián
|  | Aquest article tracta sobre la política espanyola. Vegeu-ne altres significats a «Ana Pastor». |

Ana María Pastor Julián (Cubillos, 1957) és una política espanyola, presidenta del Congrés dels Diputats des del 19 de juliol del 2016 fins al 20 de maig del 2019.
Va ser ministra de Sanitat i Consum (2002-2004) durant el segon govern de José María Aznar i de Foment (2011-2016) en el primer executiu presidit per Mariano Rajoy.

## Biografia
Va néixer l'11 de novembre de 1957 a la població de Cubillos, província de Zamora, i va estudiar medicina i cirurgia a la Universitat de Salamanca, especialitzant-se en medicina familiar i comunitària.
Funcionària de carrera del Cos Superior de Salut Pública i Administració Sanitària, els seus inicis professionals es van desenvolupar a la Xunta de Galícia, on va ser cap del Servei de Planificació Sanitària de la Delegació de la Conselleria de Sanitat i Serveis Socials a Pontevedra, gerenta d'Atenció Primària de la província de Pontevedra i directora provincial del Servei Gallec de Salut a Pontevedra.

### Activitat política
L'any 1996, després del triomf electoral del Partit Popular a les Eleccions Generals, fou nomenada directora general de la Mutualitat General de Funcionaris Civils de l'Estat (MUFACE), depenent del Ministeri d'Administracions Públiques, el titular del qual era en aquells moments Mariano Rajoy Brey. A partir d'aquell moment va iniciar una carrera ascendent en l'Administració General de l'Estat, on va ocupar successivament el càrrec de sotssecretària en tots els Departaments dels quals Rajoy fou nomenat ministre: Educació i Cultura (1999), Presidència (2000) i Interior (2001).
Escollida diputada al Congrés en les eleccions generals de l'any 2000, va renunciar a l'escó el maig del mateix any per esdevenir sotssecretària d'Interior. El 10 de maig de 2002 fou nomenada ministra de Sanitat i Consum, càrrec en el qual va romandre fins al 2004.
En les eleccions generals de 2004 aconseguí novament l'acta de diputada per la província de Pontevedra.
El 2011 va ser nomenada ministra de Foment en el Consell de Ministres presidit per Mariano Rajoy, càrrec del qual va prendre possessió el 22 de desembre de 2011 i que va ocupar fins al 19 de juliol de 2016, quan es va fer efectiva la seva renúncia al capdavant del departament.
Va ser escollida, el 19 de juliol de 2016, presidenta del Congrés dels Diputats durant la sessió constitutiva de la cambra en la XII legislatura de les Corts Generals espanyoles.